# Walter William Skeat
Walter William Skeat, né à Londres le 21 novembre 1835 et mort à Cambridge le 6 octobre 1912, est un philologue britannique.
Après des études de mathématiques et de théologie, il enseigne les mathématiques puis est ordonné prêtre anglican en 1860. Après une maladie, il reprend l'enseignement des mathématiques à Cambridge et étudie le vieil anglais durant ses loisirs, dont il finit par faire sa spécialité.
Skeat est notamment connu pour son dictionnaire étymologique anglais, An Etymological Dictionary of the English Language, publié en quatre volumes de 1879 à 1882, et pour son édition des œuvres complètes de Geoffrey Chaucer, publiées à partir de 1894.